# Louis Bennett Jr.
Louis Bennett Jr. (ur. 22 września 1894 w Weston, zm. 24 sierpnia 1918 w Hantay) – amerykański as myśliwski z czasów I wojny światowej. Osiągnął 12 zwycięstw powietrznych. Należał do zaszczytnego grona Balloon Buster.

## Życiorys
Urodził się w Weston Wirginia Zachodnia, jako syn znaczącego polityka Louisa Bennetta, gubernatora Wirginia Zachodnia z ramienia demokratów w 1908. Przed wojną od, 1913, studiował na Uniwersytecie Yale. 
Po deklaracji wojny ze strony Stanów Zjednoczonych zaciągnął się w październiku 1917 do Royal Flying Corps w Toronto. Po przejściu szkolenia z pilotażu został skierowany na front we Francji i przydzielony do eskadry myśliwskiej No. 40 Squadron RAF. 
Cała jego kariera pilota myśliwskiego trwała zaledwie 9 dni. Pierwsze zwycięstwo powietrzne odniósł 15 sierpnia 1918 nad samolotem Fokker D.VII, a ostatnie, dwunaste, 24 sierpnia nad balonem obserwacyjnym. W czasie 25 lotów bojowych zestrzelił 9 balonów oraz 3 niemieckie samoloty wojskowe. 24 sierpnia, po zniszczeniu dwóch balonów obserwacyjnych, jego samolot Royal Aircraft Factory S.E.5 został trafiony ogniem z baterii naziemnej, stanął w płomieniach i rozbił się. Bennett został wyciągnięty z wraku, ale zmarł tego samego dnia z odniesionych ran.
Jego ciało zostało przetransportowane do Weston i pochowane na Machpelah Cemetery. W hołdzie swojemu synowi jego matka, Sallie Maxwell Bennett, przekazała dom syna na bibliotekę publiczną, nazwaną na jego cześć The Louis Bennett Public Library, oraz ufundowała brązowy pomnik (The Aviator), wykonany przez Augustusa Lukemana.